# Myosotis pygmaea
Myosotis pygmaea är en strävbladig växtart som beskrevs av John William Colenso.
Myosotis pygmaea ingår i släktet förgätmigejer och familjen strävbladiga växter. Inga underarter finns listade i Catalogue of Life.